# Leah Jeffries
Leah Sava Jeffries (Detroit, 25 de setembro de 2009) é uma atriz americana. Ela fez a sua estreia profissional no drama musical Empire (2015) e, mais tarde, fez a sua estreia no cinema com o filme de ação Beast (2022). Em 2022, Jeffries foi escolhida para interpretar Annabeth Chase na adaptação televisiva da saga literária de fantasia do autor Rick Riordan, Percy Jackson and the Olympians.

## Juventude
Jeffries nasceu em Detroit, filha de Leah Jeffries e Floyd S. Jeffries Jr. Tem um irmão mais velho, Floyd Jeffries, que também é ator e modelo. Ela frequentou a escola no Distrito Escolar Comunitário de Novi .

## Carreira
Antes de sua estreia como atriz, Jeffries trabalhou como modelo de produtos infantis para a Carol's Daughter.
Jeffries fez a sua estreia como atriz aos cinco anos interpretando Lola Lyon na série Empire.
A 5 de maio de 2022 ela foi anunciada como Annabeth Chase em Percy Jackson and the Olympians. Imediatamente após o anúncio, Jeffries recebeu assédio online porque a personagem era retratada como branca na série de livros em que o programa foi baseado. A 10 de maio, o autor dos livros, Rick Riordan, fez um post no seu blog no qual condenou a reação contra Jeffries e reafirmou o seu apoio a ela. Alexandra Daddario, a atriz que interpretou Annabeth nas duas adaptações cinematográficas, também prestou suporte a Jeffries online. Membros da base de fãs que apoiaram a escalação de Jeffries também mostraram apoio online com o hashtag #LeahIsOurAnnabeth.
Em agosto de 2022, a atriz integrou o elenco do filme Beast, no qual interpretou Norah Samuels. Mais tarde naquele ano, ela interpretou Daisy em Something from Tiffany's.

## Vida pessoal
Jeffries atualmente mora em Los Angeles.

## FIlmografia

### Filmes
| Ano  | Título                   | Papel         | Notas          | Ref.   |
| ---- | ------------------------ | ------------- | -------------- | ------ |
| 2018 | Faith Under Fire         | Fiona         | Filme para TV. | [ 6 ]  |
| 2019 | PawParazzi               | Monique       |                | [ 6 ]  |
| 2022 | Beast                    | Norah Samuels |                | [ 6 ]  |
| 2022 | Something from Tiffany's | Daisy Greene  |                | [ 12 ] |

### Televisão
| Ano       | Título                          | Papel          | Notas            | Ref.   |
| --------- | ------------------------------- | -------------- | ---------------- | ------ |
| 2015-2016 | Empire                          | Lola Lyon      | Papel recorrente | [ 5 ]  |
| 2018-2019 | Rel                             | Brandi         | 11 episódios     | [ 6 ]  |
| 2023      | Percy Jackson and the Olympians | Annabeth Chase | Papel principal  | [ 11 ] |

## Prêmios e indicações
| Ano  | Prêmio                            | Categoria                                                                             | Trabalho                        | Resultado | Ref.   |
| ---- | --------------------------------- | ------------------------------------------------------------------------------------- | ------------------------------- | --------- | ------ |
| 2024 | NAACP Image Awards                | Melhor Atuação Juvenil (Série, Especial, Telefilme ou Minissérie)                     | Percy Jackson and the Olympians | Venceu    | [ 13 ] |
| 2024 | Séries em Cena Awards             | Melhor Atriz em Série Internacional                                                   | Percy Jackson and the Olympians | Indicado  | [ 14 ] |
| 2024 | BET Awards                        | Prêmio BET YoungStars                                                                 | Percy Jackson and the Olympians | Indicado  | [ 15 ] |
| 2025 | NAACP Image Awards                | Melhor Atuação Juvenil (Série, Especial, Telefilme ou Minissérie)                     | Percy Jackson and the Olympians | Venceu    | [ 16 ] |
| 2025 | Children's and Family Emmy Awards | Melhor Artista Jovem em um Programa Pré-Escolar, Infantil ou para Jovens Adolescentes | Percy Jackson and the Olympians | Indicado  | [ 17 ] |